# Alejandro Alvizuri
Alejandro Luis Alvisuri Mack, född den 18 april 1968, är en peruansk före detta simmare från som representerade sitt land i tre Olympiska sommarspel. Hans största framgång var bronsmedaljen från 100 meter ryggsim vid Panamerikanska spelen 1987. Vid Olympiska sommarspelen 1992 slog han det peruanska rekordet på både 100 och 200 meter ryggsim (57,72 och 2.03,10). 